# Dina Edling

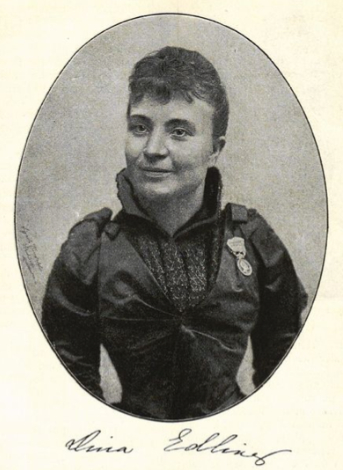
Dina Edling

Dina (Bernhardina) Edling, född Niehoff den 14 november 1854 i Lund, död den 9 januari 1935 i Örgryte, var en svensk operasångerska (mezzosopran). Efter sitt giftermål 1883 var hon känd som Edling.

## Biografi
Dina Edling var elev vid konservatoriet i Stockholm 1872–1876 och debuterade på Kungliga Teatern 1876, där hon sedan arbetade 1877–1892. Hon var även verksam som konsertsångare, undervisade i musik och invaldes som ledamot nr. 469 av Kungliga Musikaliska Akademien den 21 maj 1885 samt tilldelades Litteris et Artibus 1890. 
Makarna Edling är begravda på Norra begravningsplatsen utanför Stockholm.